# Miłość Boża
Miłość Boża – ogólnoświatowa seria kongresów (dużych spotkań religijnych) o charakterze międzynarodowym, zorganizowanych przez Świadków Jehowy, które rozpoczęły się w czerwcu 1980 roku na półkuli północnej, a zakończyły się w styczniu 1981 roku na półkuli południowej.

## Kongresy
W kongresach zorganizowanych na całym świecie – w ponad 150 krajach – uczestniczyło przeszło 3 600 000 osób.

### Polska
Świadkowie Jehowy w Polsce uczestniczyli w jednodniowych tzw. konwencjach leśnych – organizowanych głównie na polanach leśnych w Polsce, ze względu na działalność podziemną, po zdelegalizowaniu przez władze w 1950 roku.

### Austria
W kongresie, który odbył się w dniach od 24 do 27 lipca w Wiedniu w Austrii uczestniczyło 1883 delegatów z Polski oraz delegacje z Węgier i z Jugosławii (głównie z Chorwacji) (z krajów, gdzie działalność nie była jeszcze zalegalizowana). Program przedstawiono w języku niemieckim, chorwackim, polskim i węgierskim. Ogólna liczba obecnych wyniosła przeszło 8000 osób, w tym ok. 5000 z Austrii. Kongresy odbyły się również w Innsbrucku, Klagenfurcie i Linzu.

### Demokratyczna Republika Konga
W Demokratycznej Republice Konga odbyło się pięć kongresów, największy z nich zorganizowano w Kinszasie. Było to pierwsze duże zgromadzenie po ośmiu latach delegalizacji działalności.

### Francja
W kongresach we Francji uczestniczyło przeszło 90 tysięcy osób.

### Gwadelupa
Po raz pierwszy na Gwadelupie kongres zorganizowano na zakupionej działce w Lamentin w przenośnej Sali Zgromadzeń. Osiągnięto nową najwyższą liczbę obecnych – 7040 osób.

### Japonia
W kongresach w Japonii uczestniczyły 105 534 osoby, w tym na zgromadzeniu krajowym w Osace – 12 615. Ogłoszono wydanie w języku japońskim książki Mój zbiór opowieści biblijnych (wydana w j. angielskim w 1978 roku).

### Kostaryka
W kongresach w Kostaryce brało udział 12 tysięcy osób, w tym 5118 głosicieli.

### Peru
W Peru w 10 kongresach uczestniczyło ponad 40 tysięcy osób, liczba głosicieli w Peru wynosiła około 13 tysięcy.

### Republika Federalna Niemiec
W Republice Federalnej Niemiec odbyło się 18 kongresów w 8 językach (niemieckim, angielskim, chorwackim, greckim, hiszpańskim, portugalskim, tureckim i włoskim).

### Salwador
W Salwadorze na przełomie grudnia 1980 i stycznia 1981 roku na Estadio Nacional Flor Blanca w San Salvador w kongresie uczestniczyło 11 939 osób, a 830 zostało ochrzczonych.

### Stany Zjednoczone
W 108 kongresach w Stanach Zjednoczonych uczestniczyło przeszło 1 034 000 osób, a 9617 zostało ochrzczonych.

### Szwajcaria
W Szwajcarii odbyły się 4 kongresy w 4 językach (francuskim, hiszpańskim, niemieckim i włoskim).

## Niektóre punkty programu

### Dramaty (przedstawienia biblijne)
- Jehowa będzie strzegł drogi lojalnych (Dawid)
- Nie lekceważ rzeczy świętych (Jakub, Ezaw)
- Nie wy będziecie walczyć, tylko Bóg (Jehoszafat)

### Wykład publiczny
- Dlaczego miłościwy Bóg wywrze pomstę?[12]

Uczestnicy zgromadzeń przyjęli specjalną rezolucję.
Każdy dzień programu kierował uwagę na werset biblijny uwypuklający przymiot Boga – miłość. W pierwszy dzień na 1 Jn 4:9, w drugi na Rz 13:9, w trzeci – Jn 13:35, a w ostatni na Ps 45:7. Kongres miał na celu pobudzenie do jeszcze większego okazywania miłości – owocu świętego ducha Jehowy, który powinien się rozwijać u każdego chrześcijanina (Gal 5:22; 1 Jn 4:16).

## Kampania informacyjna
Piątkowe popołudnia kongresów przeznaczone były na działalność kaznodziejską.